# Acueducto de Rostokino
El acueducto de Rostokino (en ruso: Ростокинский акведук) es un acueducto de piedra sobre el río Yauza en el distrito Rostokino de Moscú, Rusia, construido entre 1780 y 1804. Es el único acueducto que queda en Moscú, y fue una vez una parte sistema de abastecimiento de agua de Mytishchi, el primer sistema de agua centralizado de Moscú. 
El acueducto fue encargado por Catalina II de Rusia con el diseño de Friedrich Wilhelm Bauer. Catalina autorizó el gasto de 1,1 millones de rublos y el empleo de 400 soldados. Los constructores utilizaron piedra de segunda mano dada de la demolición de las fortificaciones de Bely Gorod. La construcción, interrumpida con frecuencia, se extendió durante 25 años ya que los ingenieros militares fueron convocados a la guerra con Turquía (1787-1792) y varios otros trabajos. En el proceso, tanto Catalina como Bauer murieron. El coronel Ivan Gerard lideró el proyecto después de la muerte de Bauer en 1783.